# Jemma Simpson

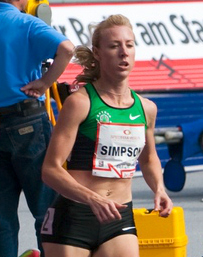
Jemma Simpson beim ISTAF 2012 in Berlin

Jemma Louise Simpson (* 10. Februar 1984 in Plymouth) ist eine britische Leichtathletin, die über die 800 Meter teilnimmt.

## Leben
Nach dem Besuch der Millfield-Schule in Street (Somerset) erwarb Simpson ihren Abschluss in Englisch und Medienwissenschaften am St. Mary’s University College in Twickham.
Zum ersten Mal sportlich in Erscheinung trat Simpson 2001 bei den Jugendweltmeisterschaften in Debrecen, die sie als achte über die 800 Meter beendete. Bereits im darauffolgenden Jahr gewann sie bei den Commonwealth Youth Games, bei denen sie für England an den Start ging, über diese Strecke die Goldmedaille.
Einen ersten Erfolg im Erwachsenenbereich errang Simpson 2005, als sie beim Europa-Pokal für die verletzte Kelly Holmes an den Start ging und die Silbermedaille gewann. Nach mehreren Verletzungen feierte sie 2007 bei den britischen Meisterschaften ihr Comeback und gewann den Titel. Daraufhin wurde sie für die Weltmeisterschaften 2007 in Osaka nominiert. Dort schied sie jedoch im Halbfinale über 800 Meter aus. 2008 nahm sie an den Olympischen Spielen in Peking teil. 2009 und 2010 gewann sie erneut die Britische Meisterschaft. Bei den Europameisterschaften in Barcelona wurde sie Fünfte, zwei Jahre später in Helsinki Siebte.

## Persönliche Bestleistungen
- 800 Meter: 1:58,74 Minuten, 22. Juli 2010 in Monaco
- 1500 Meter: 4:06,39 Minuten, 22. Mai 2010 in Los Angeles